# Diplotaxis erucoides subsp. erucoides
Diplotaxis erucoides subsp. erucoides é uma subespécie de planta com flor pertencente à família Brassicaceae. 
A autoridade científica da subespécie é (L.) DC., tendo sido publicada em Syst. Nat. 2: 631 (1821).

## Portugal
Trata-se de uma subespécie presente no território português, nomeadamente em Portugal Continental.
Em termos de naturalidade é nativa da região atrás indicada.

## Protecção
Não se encontra protegida por legislação portuguesa ou da Comunidade Europeia.